# Sansovet
Sansovet is een Limburgse mergelgroeve in de Nederlandse gemeente Valkenburg aan de Geul in Zuid-Limburg. De ondergrondse groeve ligt ten zuidoosten van Valkenburg in het zuidelijk deel van het hellingbos Biebosch op de noordoostelijke rand van het Plateau van Margraten in de overgang naar het Geuldal. Ter plaatse duikt het plateau een aantal meter steil naar beneden, de groeve zelf ligt aan de bosrand nabij een holle weg (IJzeren Koeweg) die ligt ingesneden in het plateau vanuit de Sibbergrubbe.
Op ongeveer 90 meter naar het noordwesten ligt de Groeve van de Verdwenen Honden, op ongeveer 65 meter naar het westen liggen de groeves Ingvarsputje en Canadasbergske, op ongeveer 70 meter naar het zuidwesten ligt de Heiberggroeve en even ten zuiden van Sansovet ligt de Sint-Jansboschheidegroeve.

## Geschiedenis
Van de 17e tot de 19e eeuw werd de groeve door blokbrekers ontgonnen voor de winning van kalksteen.

## Groeve
De groeve heeft twee ingangen, een noordelijke en zuidelijke ingang. de groeve heeft een oppervlakte van 3556 vierkante meter en een ganglengte van ongeveer 124 meter.